# Il trono e la seggiola
Il trono e la seggiola è un film muto italiano del 1918 diretto da Augusto Genina.